# Ambivalens
Ambivalens är ett tillstånd av att ha samtidiga, motstridiga känslor gentemot en person eller sak.
Angivet på ett annat sätt, är upplevelsen av ambivalens att ha tankar och känslor för både positiva och negativa valenser mot någon eller något.
Ett vanligt exempel på ambivalens är känslan av både kärlek och hat mot en person.
Begreppet hänvisar också till situationer där "blandade känslor" upplevs, eller när en person erfar osäkerhet eller obeslutsamhet om något.
Uttrycket "kalla fötter" används ofta för att beskriva känslan av ambivalens.
Ambivalens upplevs som psykologiskt obehagligt när både de positiva och negativa aspekterna av ett ämne är närvarande i en människas psyke på samma gång. 
Tillståndet kan leda till undvikande eller förhalande, eller avsiktliga försök att lösa ambivalensen.
När situationen inte kräver ett beslutstagande upplever många människor ambivalensen mindre obehagligt. 

## I psykoanalys
I psykoanalys hänvisar begreppet ambivalensen (som infördes av Eugen Bleuler år 1911) till en underliggande känslomässig inställning där samexisterande motstridiga impulser - oftast kärlek och hat - härstammar från en gemensam källa och därför anses beroende av varandra.
För övrigt när termen används i denna psykoanalytiska bemärkelse, förväntas det normalt inte att personen som innefattar ambivalensen faktiskt känner båda de motstridiga känslorna i sig. 
Med undantag för fall av tvångsmässig neuros, är en av de motstående sidorna vanligen förtryckta på något sätt.
Så till exempel kan en psykologpatients kärlek till sin far vara ganska medvetet upplevd och öppet uttryckt - medan hans "hat" mot samma objekt kan vara kraftigt undertryckt och endast indirekt uttryckt, och avslöjas därför endast i analysen.
En annan viktig anmärkning är att medan det psykoanalytiska begreppet "ambivalens" ser det som frambringas av alla neurotiska konflikter, kan en persons vardagliga "blandade känslor" enkelt bygga på en ganska realistisk bedömning av den ofullkomliga typ av saken som behandlas.